# Tournoi de tennis de Wrocław
Le Challenger de Wrocław est un tournoi international de tennis faisant partie de l'ATP Challenger Tour. Il s'est tenu tous les ans en février sur dur intérieur, de 2000 à 2017, avec une interruption entre 2010 et 2014.
Il se joue à la Hala Orbita, d'une capacité de 3000 places.
C'est l'un des trois Challengers se jouant en Pologne, avec celui de Szczecin (disputé en septembre) et celui de Poznań (disputé en juillet).

## Histoire
Le tournoi a été créé en 2000. Il est positionné dans le calendrier en première semaine du mois de février, juste après l'Open d'Australie et pendant le premier tour de la Coupe Davis. Dès 2001, il fait partie des cinq tournois Challenger à proposer la dotation maximum de 125 000 $. Entre 2002 et 2004, sa dotation passe à 150 000 $, faisant de Wrocław l'épreuve la mieux dotée du circuit Challenger.
Sur les dix éditions disputées jusqu'en 2010, aucun vainqueur n'a réussi à rééditer sa performance les années suivantes. Seuls deux joueurs ont atteint deux fois la finale : il s'agit du Français Antony Dupuis et du Tchèque Tomáš Zíb. Après quatre années sans tournoi, celui-ci fait sa réapparition en 2015, toujours disputé en février et sur dur indoor.
Lors de la dernière édition en 2017, c'est l'Autrichien Jürgen Melzer qui a gagné le tournoi en battant la wild-card locale Michał Przysiężny en finale.

## Palmarès

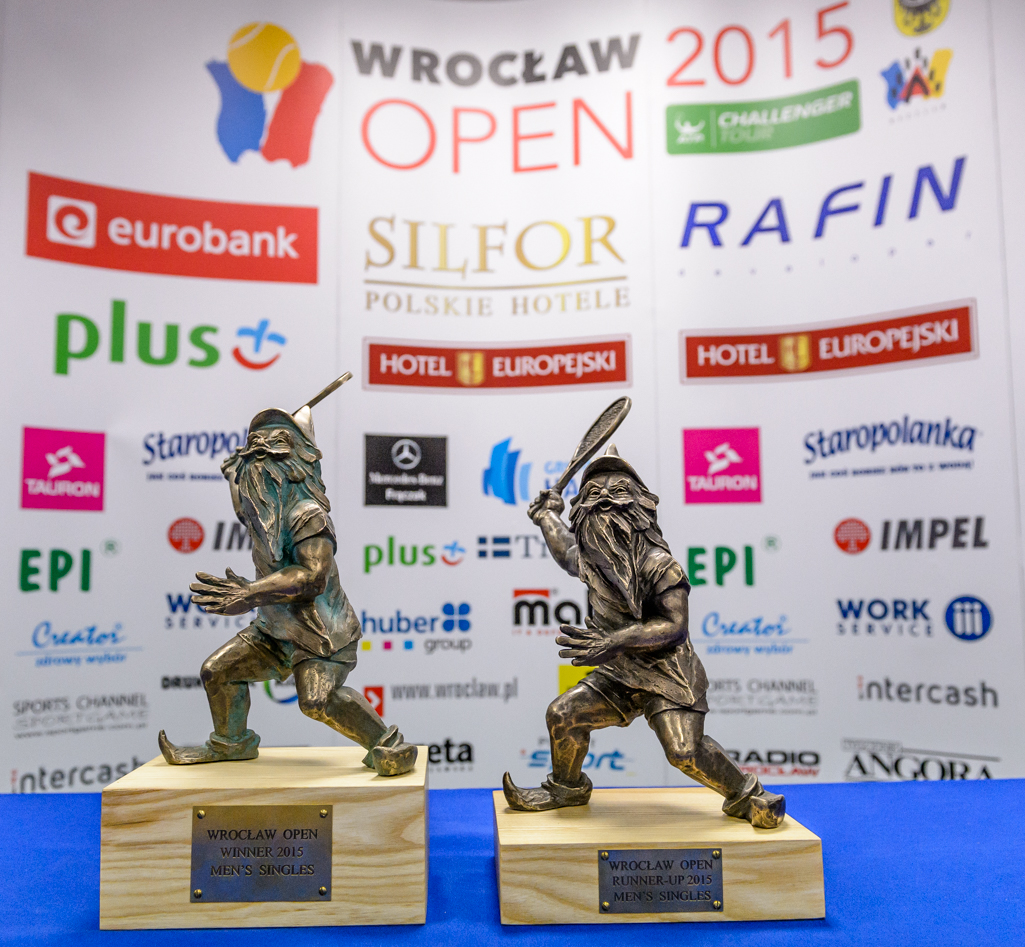
Nains de Wrocław, présentés comme trophées des gagnants à l'Open de Wrocław 2015 à 2017.

### Simple
| Année     | Vainqueur          | Finaliste             | Score          |
| --------- | ------------------ | --------------------- | -------------- |
| 2000      | Martin Damm        | Gianluca Pozzi        | 4-6, 6-4, 6-3  |
| 2001      | Axel Pretzsch      | Antony Dupuis         | 7-5, 7-61      |
| 2002      | Davide Sanguinetti | Antony Dupuis         | 6-3, 6-2       |
| 2003      | Karol Kučera       | Igor Kunitsyn         | 6-2, 6-1       |
| 2004      | Karol Beck         | Jan Hernych           | 64-7, 6-2, 6-2 |
| 2005      | Robin Vik          | Michal Tabara         | 6-4, 6-3       |
| 2006      | Lukáš Dlouhý       | Tomáš Zíb             | 7-62, 2-6, 6-3 |
| 2007      | Werner Eschauer    | Tomáš Zíb             | 5-7, 6-4, 6-4  |
| 2008      | Kristof Vliegen    | Jürgen Melzer         | 6-4, 3-6, 6-3  |
| 2009      | Michael Berrer     | Alexander Kudryavtsev | 6-3, 6-4       |
| 2010-2014 | Pas de tournoi     | Pas de tournoi        | Pas de tournoi |
| 2015      | Farrukh Dustov     | Mirza Bašić           | 6-3, 6-4       |
| 2016      | Marco Chiudinelli  | Jan Hernych           | 6-3, 7-69      |
| 2017      | Jürgen Melzer      | Michał Przysiężny     | 6-4, 6-3       |

### Double
| Année     | Vainqueurs                            | Finalistes                           | Score             |
| --------- | ------------------------------------- | ------------------------------------ | ----------------- |
| 2000      | Petr Kovačka Pavel Kudrnáč            | Jocelyn Robichaud Kyle Spencer       | 3-6, 7-6, 6-4     |
| 2001      | Wayne Black Jason Weir-Smith          | Julian Knowle Michael Kohlmann       | 6-3, 6-4          |
| 2002      | Ben Ellwood Stephen Huss              | Aleksandar Kitinov Johan Landsberg   | 63-7, 7-5, 7-66   |
| 2003      | Petr Luxa David Škoch                 | Petr Pála Pavel Vízner               | 6-4, 6-4          |
| 2004      | Dominik Hrbatý Michael Kohlmann       | Bartłomiej Dąbrowski Łukasz Kubot    | 7-5, 6-3          |
| 2005      | Lukáš Dlouhý Martin Štěpánek          | Jason Marshall Huntley Montgomery    | 6-2, 5-7, 6-4     |
| 2006      | Mariusz Fyrstenberg Marcin Matkowski  | Lukáš Dlouhý Pavel Šnobel            | 3-6, 6-1, [12-10] |
| 2007      | Lukáš Rosol Jan Vacek                 | Michal Mertiňák Jean-Claude Scherrer | 7-5, 7-64         |
| 2008      | James Cerretani Lukáš Rosol (2)       | Werner Eschauer Sam Warburg          | 67-7, 6-3, [10-7] |
| 2009      | Sanchai Ratiwatana Sonchat Ratiwatana | Benedikt Dorsch Mateusz Kowalczyk    | 6-4, 3-6, [10-8]  |
| 2010-2014 | Pas de tournoi                        | Pas de tournoi                       | Pas de tournoi    |
| 2015      | Philipp Petzschner Tim Pütz           | Frank Dancevic Andriej Kapaś         | 7-64, 6-3         |
| 2016      | Pierre-Hugues Herbert Albano Olivetti | Nikola Mektić Antonio Šančić         | 6-3, 7-64         |
| 2017      | Adil Shamasdin Andrei Vasilevski      | Mikhail Elgin Denys Molchanov        | 6-3, 3-6, [21-19] |